# Budapest Challenger 2 2003
Il Budapest Challenger 2 2003 è stato un torneo di tennis facente parte della categoria ATP Challenger Series nell'ambito dell'ATP Challenger Series 2003. Il torneo si è giocato a Budapest in Ungheria dall'8 al 13 settembre 2003 su campi in terra rossa.

## Vincitori

### Singolare
Marc López ha battuto in finale  Mariano Delfino con il punteggio di 6–4, 2–6, 7–5

### Doppio
Ignacio González-King /  Juan Pablo Guzmán hanno battuto in finale  Kornel Bardoczky /  Gergely Kisgyorgy con il punteggio di 7–5, 4–6, 6–3